# Макфарланд (град, Калифорния)
Макфарланд (на английски: McFarland) е град в окръг Кърн, щата Калифорния, САЩ. Макфарланд е с население от 15 093 жители (по приблизителна оценка от 2017 г.) и обща площ от 5,3 km². Намира се на 108 m надморска височина. ЗИП кодовете му са 93250, а телефонният му код е 661.